# Boldogfai Farkas Sándor
Boldogfai Farkas Sándor Gyula (Törökudvar, Zala vármegye, 1907. július 29. – Budapest, 1970. november 13.) magyar szobrász, éremművész.

## Családja és származása

A boldogfai Farkas család címere.

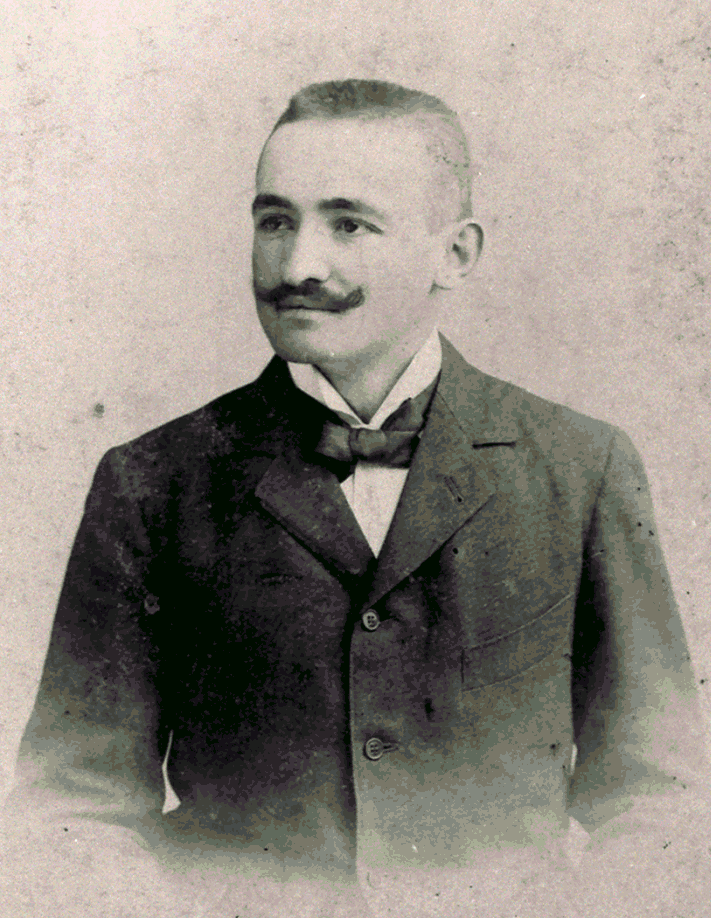
Boldogfai Farkas Lajos (1878–1930), törökudvari uradalmi ispán a Festetics családnál (Boldogfai Farkas Sándor édesapja)

A régi Zala vármegyei nemesi származású a boldogfai Farkas család tagja. Törökudvaron, a Muraközi járásban, Zala vármegyében született. Apja boldogfai Farkas Lajos (1878–1930), törökudvari uradalmi ispán, anyja Margitai Eugénia (1882–1908), Margitai József állami képzőintézeti igazgató, kormányfő-tanácsos lánya. Az andráshidai születésű Farkas Lajost gróf Festetics Jenő (1852–1933), herceg Festetics Tasziló öccse, 1905 augusztusában a muraközi csáktornyai uradalmába törökudvari ispánná nevezte ki, ahol dolgozott körülbelül egy évtizedig. Farkas Lajos népfelkelő szakaszvezető címzetes őrmesterként vett részt az első világháborúban. Sándor apai nagyszülei boldogfai Farkas Ferenc (1838–1908), Zala vármegye számvevője, pénzügyi számellenőre, földbirtokos, és a nemesnépi Marton családnak a sarja, nemesnépi Marton Zsófia (1842–1900) asszonyság voltak. Nevezetes apai ági felmenői között találhatóak: boldogfai Farkas János (1741–1788), Zala vármegye Ítélőszék elnöke, Zala vármegye főjegyzője, táblabíró, földbirtokos, ügyvéd, valamint annak az édesatyja, boldogfai Farkas Ferenc (1713–1770), Zala vármegye alispánja, táblabíró, földbirtokos. Boldogfai Farkas Sándor ősanyai révén, a nádasdi Nádasdy-, a lovászi és szentmargitai Sümeghy-, a barkóczi Rosty-, az osztopáni Perneszy-, a zalalövői Csapody-, a zicsi és zajki Zichy-, a meszléni Meszlény-, a csébi Pogány- és több más előkelő dunántúli nemesi családnak a leszármazottja volt. Elsőfokú unokatestvére boldogfai Farkas Endre (1908–1994), vezérkari őrnagy, földbirtokos.
Boldogfai Farkas Sándor féltestvérei: boldogfai Farkas György (1924–1988) pécsi főiskolai docens, testnevelő tanár, tankönyv író, boldogfai Farkas Imra (1911–2000), akinek a férje Ispánki József szobrászművész, boldogfai Farkas Lajos ( 1910– 1989) okleveles vegyész, honvéd zászlós, akinek a neje derzsi és besztercebányai Sártory Magdolna (1911–1978), idősebb kezdivásárhelyi Jancsó Béla (1896–1977), festőművész egykori felesége, boldogfai Farkas János (1912–1988), Ganz–MÁVAG gépészmérnöke, valamint boldogfai Farkas Erzsébet (1914–1989) kisasszony. Boldogfai Farkas Sándornak az anyai nagyapja révén horvát gyökerekkel bírt, mivel Margitai a mai Muravidéken szolgáló horvát tanító családban látta meg a napvilágot (eredeti neve is Majhen volt). Nevét nagybátyja vitéz boldogfai Farkas Sándor után kapta. Mivel édesanyja korán elhunyt, anyjának nővére, Dékány Mihályné Margitai Ilona (1879–1968) nevelte a törökbálinti otthonukban. Édesapja egészségi állapota súlyosan megromlott az 1920-as évek elején és nem dolgozhatott tovább. Ekkor úgy döntött Farkas Lajos, hogy elhagyja Zalát és felköltözik Budapestre. Amikor apja második feleségével, a pósfai Horváth család sarjával, pósfai Horváth Irmával (1884–1959) és a második házasságából született gyermekeivel vidékről felköltözött Kispestre, – ahol egy nagy kertes házat vásároltak a Szitligeti u. 57-es szám alatt, az eladott kanizsai birtokuk pénzén – akkor csatlakozott hozzájuk Sándor és beolvadt az apja „új” családjába.

## Élete
Sándor 1921–1926 között az Iparművészeti Iskolában tanult ötvösmesterséget. Tehetségére korán felfigyeltek: 1923-ban elnyerte a Sopron—Zala—Vas Vármegyei Kamarák ösztöndíját. 1927–1933 között a Képzőművészeti Főiskolán folytatta tanulmányait. Mesterei Csajka István és Kisfaludi Strobl Zsigmond voltak. 1926-ban Ferenczy István-díjjal tüntették ki, és ugyanabban az évben a Fővárosi-díjban, valamint a Rothermere-díjban is részesült. 1931–1932 között Kisfaludi Strobl Zsimond tanársegédje volt. 1932–1933 között olasz állami ösztöndíjjal Rómában, az Accademia delle Belle Artin tanult. Első jelentős köztéri alkotása a Pasaréti téri kút (1938), Tüköry Lajos, a garibaldista ezredes szobra (1939), amely a palermói Giardino Garibaldiban áll, és a Züirich-ben elhelyezett Ifjú aktja. Az 1930-as években alkotta meg az Apa és fia, a Demagóg és a Munka után című műveit is, amelyekben a munkásemberek életéről vall értő alkotóként. 1933-ban elnyerte Budapest Főváros Díját a „Rakodómunkás” című szobráért. 1942-ben Gallé Tiborral közösen művészeti szabadiskolát nyitott Budapesten.
1943. december 19-én, Zalaegerszegen, 28 művész részvételével megalakult a Deák Ferenc Irodalmi és Művészeti Kör, amelynek egyik örökös tagja boldogfai Farkas Sándor szobrász lett. A háborúban nem volt katona, de Budapest elfoglalásakor mégis szovjet fogságba esett, és csak hónapok múlva szabadult ki. A családja osztályidegenként nem csak vagyon elkobzásban de mindenféle szellemi és társadalmi megtorlásban részesült. Boldogfai Farkas Sándor ezután továbbra is tevékenykedett szobrászként de természettel kapcsolatos, figurális témákkal foglalkozott leginkább. A Százados úti művésztelepen dolgozott. Sándor szívesen időzött Zalaegerszegen, szülőföldjének vallotta a megyét. Egyik legszebb szobra, az 1955-ben készült Vizafogó a zalaegerszegi városi strandfürdő parkját díszíti, a Liszt Ferenc ének-zenei általános iskolának Erkel és Liszt szobrot ajándékozott. 1957-ben boldogfai Farkas Sándor Metky Ödönnel és Sóváry Jánossal a New York kávéházban újra faragta a Takarékosság és a Gazdagság, Amerika és Hungária allegorikus szobrait. Az 1960-as években egy ideig kedvenc témai: állatvilág, szent személyek és görög mitológiából való lények voltak.
Őzek című alkotása alapján, a Herendi Porcelánmanufaktúra gyártotta a 25 cm magas gidáját szoptató őztehén motivumú porcelán figurát.
Temetése 10 nappal a halála után, 1970. november 23-án a Göcseji úti temetőben, Zalaegerszegen volt. Éremalkotásai egy része a zalaegerszegi Göcseji múzeumban található.
"Muraközi emlékem tehát a legelső és legédesebb benyomás, amely szülőföldjén a játékos és álomkergető gyermekbe vésődik. Emlékem a muraközi táj, a levegő, az egyszerű, jóérzésű, munkás, melegszívű emberek, a bölcső, amely ringatott és a sír, amely szüleim felett domborodik. Iskoláimat Pesten jártam, de nyaranta vissza-visszatértem édesapám, nagyszüleim körébe". Boldogfai Farkas Sándor.

## Házasságai
Boldogfai Farkas Sándor 1934. szeptember 17-én Budapesten, feleségül vette régi háromszéki nemesi származású szotyori Nagy Julianna (Torda, Kolozs vármegye, 1907. február 1.–†?) kisasszonyt, akinek a szülei szotyori Nagy Mózes (1868–1943), ótordai református lelkész, városi tanácsos, és Barla Rozália (1881–1957) voltak. Az apai nagyszülei szotyori Nagy Elek (1837–1905), felvinci földbirtokos, és Kovács Julianna (1843–1919) voltak. A család őse szotyori Nagy Elek 1585. szeptember 27-én nemesi adományt szerzett Báthory Zsigmond erdélyi fejedelemtől. Boldogfai Farkas Sándor és szotyori Nagy Julianna gyermek nélküli házassága zátonyra futott és elváltak.
1937. november 6-án Budapesten, feleségül vette a római katolikus nemesi származású léczfalvi Csákány Erzsébet (Budapest, 1908. február 21.–Budapest, 1970. január 6.) úrhölgyet, akinek a szülei léczfalvi Csákány Zsigmond (1871–?) és Lányi Julianna (1880–1963) voltak. A menyasszonynak az apai nagyszülei léczfalvi Csákány Zsigmond és Babos Sarolta (1844–1905) voltak. Az anyai nagyszülei Lányi Ézaiás, kapnikbányai bíró és Pacher Jolán (1850–1910) voltak. A tekintélyes erdélyi léczfalvi Csákány család címeres nemeslevelet szerzett adományban I. Apafi Mihálytól 1666. február 3-án. Boldogfai Farkas Sándor és Csákány Erzsébet házasságából nem született gyermek; feleségének az első házasságából származó kislányát, Sólya Gabriellát magához vette és úgy nevelte, mintha a sajátja lett volna.

## Főbb művei

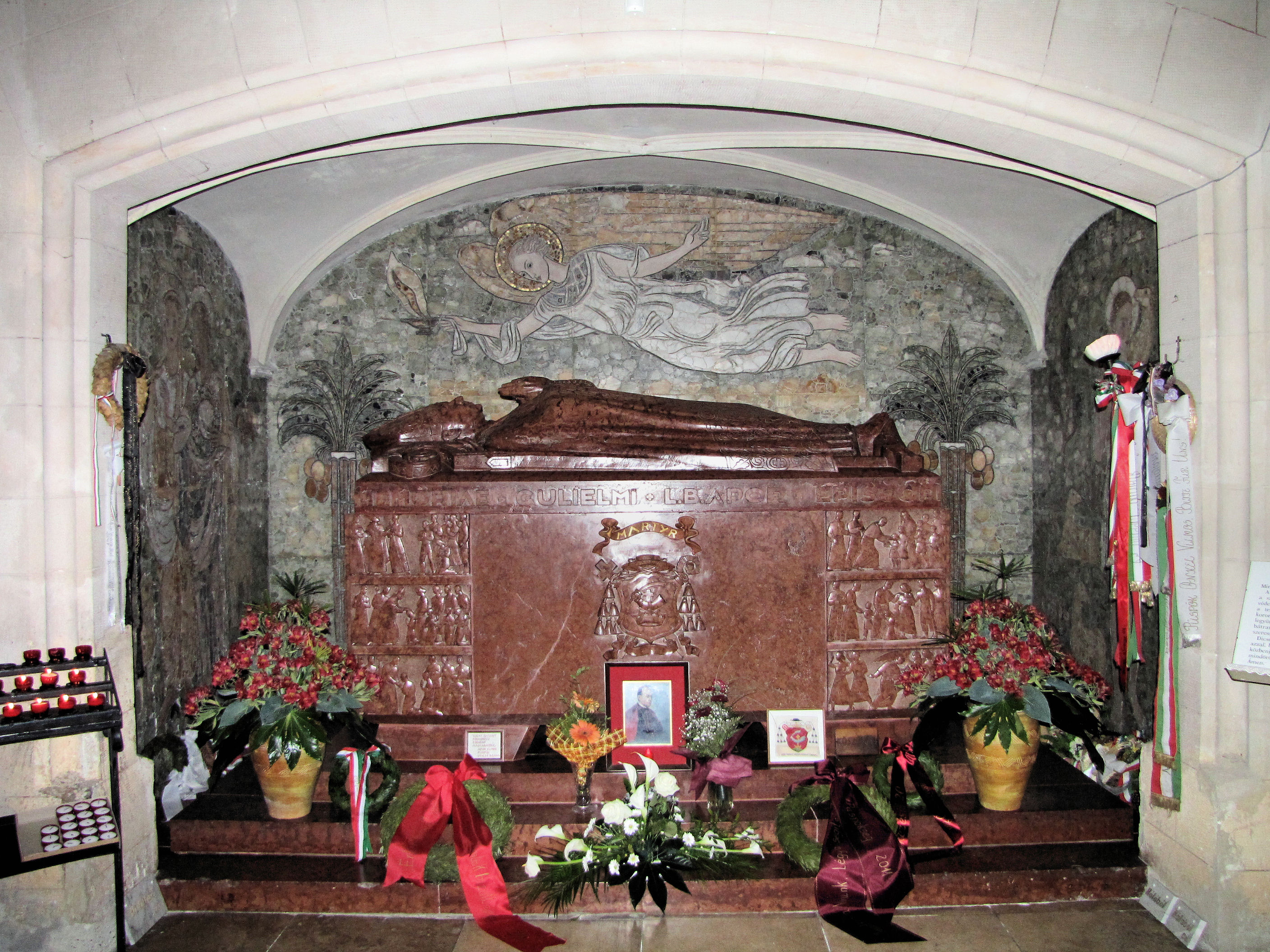
Báró Apor Vilmos síremléke, boldogfai Farkas Sándor alkotása

Anya gyermekével, Palatinus strandfürdő, Margit Sziget, Budapest, boldogfai Farkas Sándor alkotása

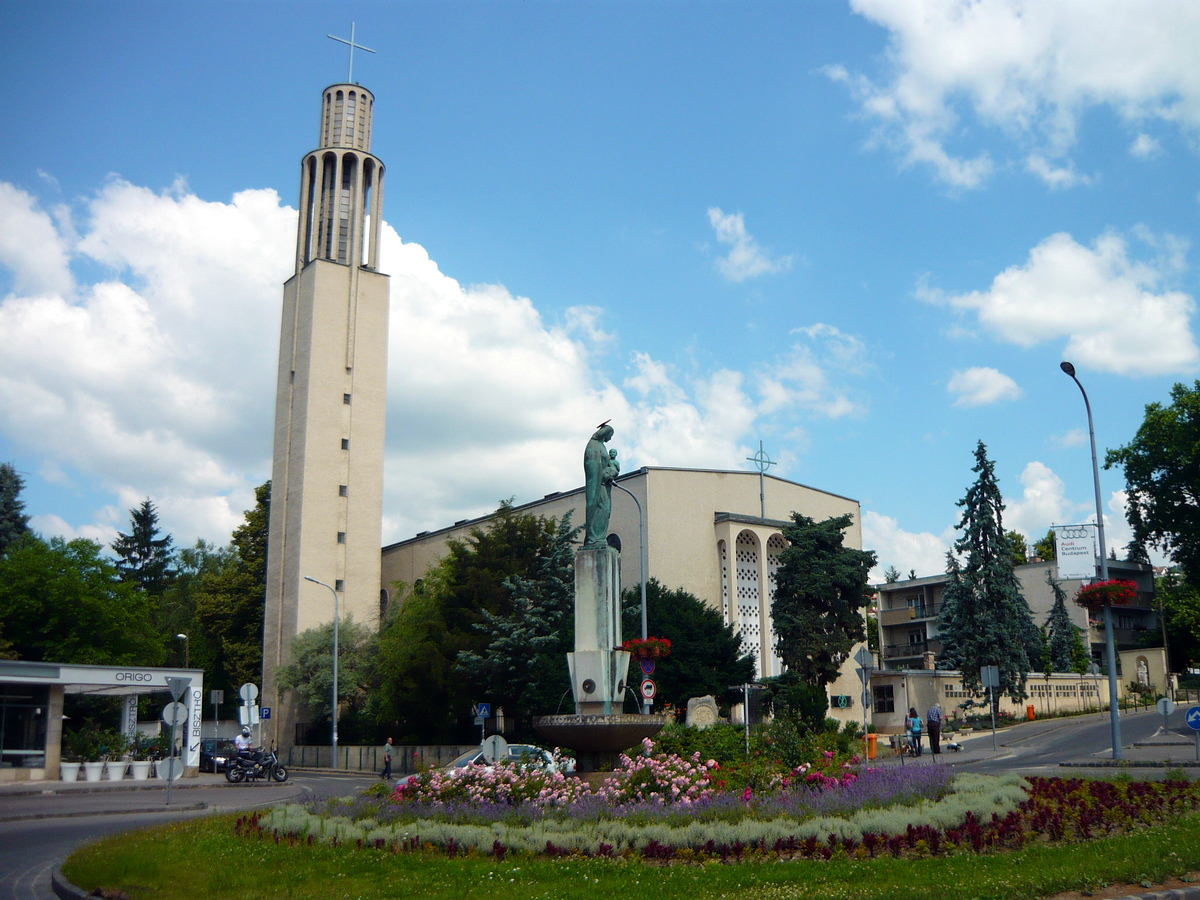
A Pasaréti téri Mária-kút, boldogfai Farkas Sándor alkotása

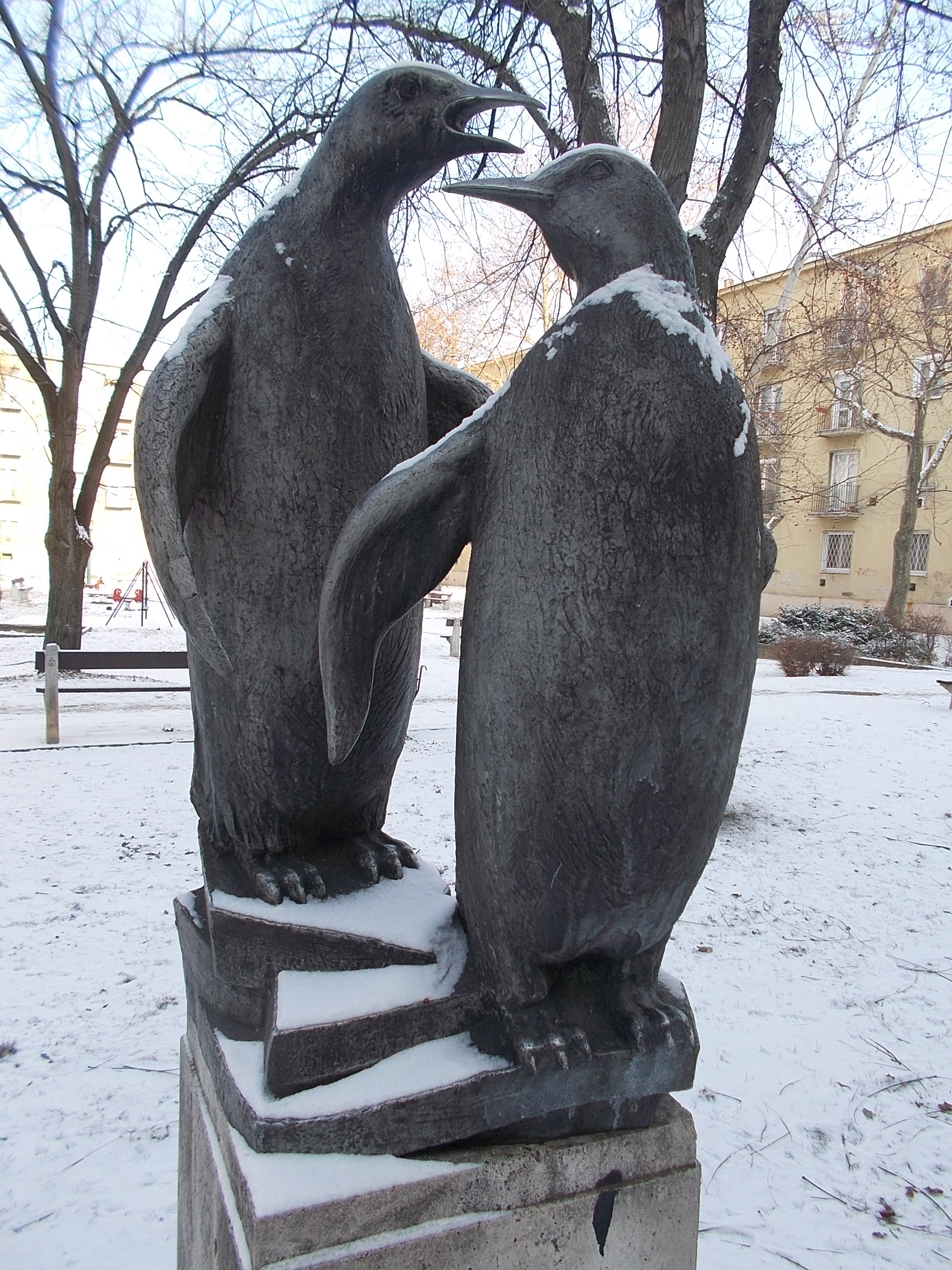
Pingvinek (1958, Budapest X. kerület, Üllői úti ltp. Szárnyas utca)

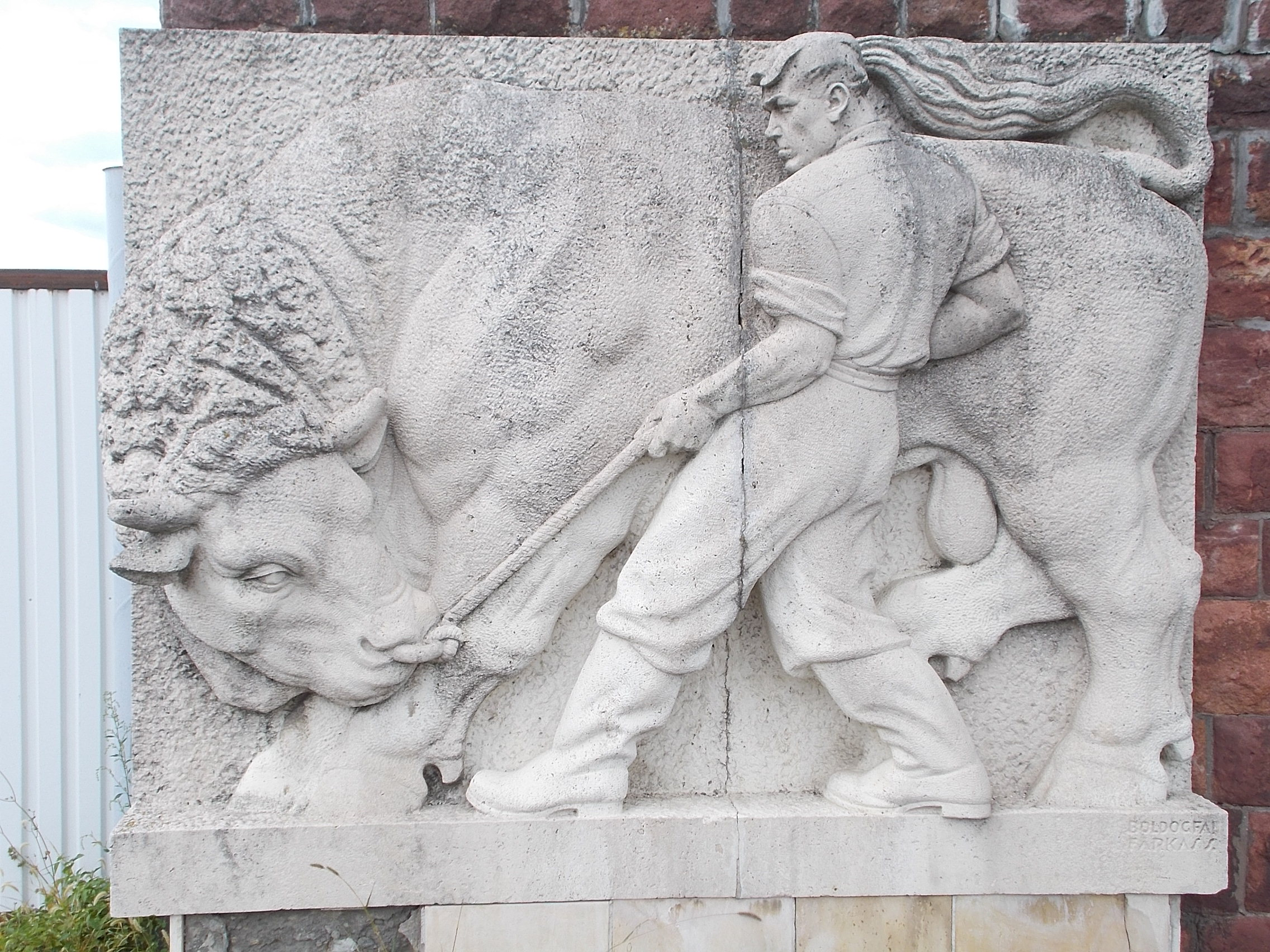
Bikavezető (1956, Keszthely, Tapolcai út 45.)

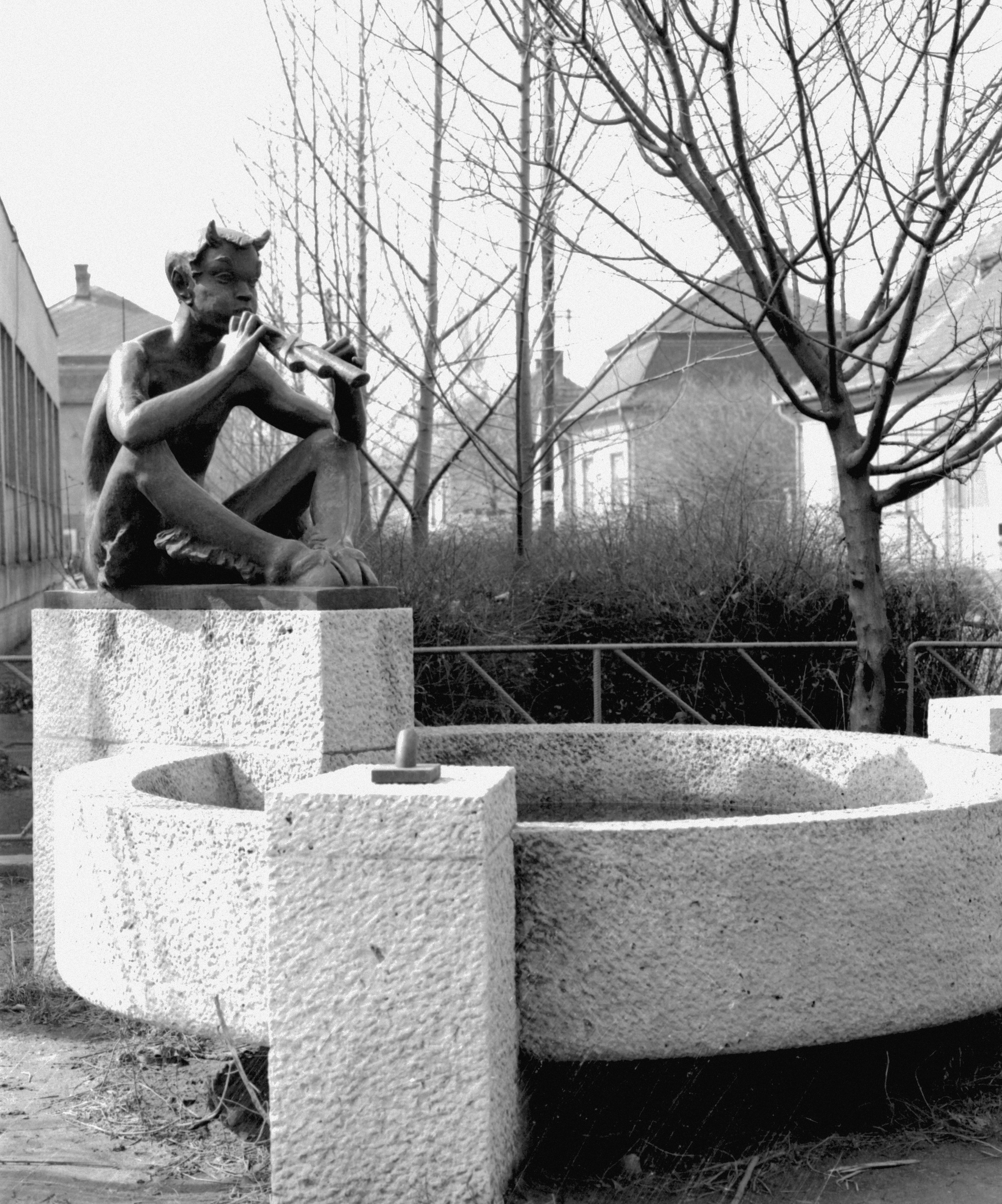
Faun, Dunavecse (1967), boldogfai Farkas Sándor alkotása

### Köztéri alkotások
- „Ne féljetek kicsinyhitűek!” dombormű (1928, Balatonfüred, Kerektemplom)
- Lisieux-i Szent Teréz (1933, Budapest, Szent István első vértanú templom, II. kerület, Margit krt. 23.)[30]
- vitéz nagybányai Horthy Miklós mellszobra (1936, Balatonfüred, Honvéd utca 2.)[31]
- Munkácsy Mihály (1936, Törökbálint, Munkácsy Mihály út 83.)[32]
- Kabay János síremléke (1937, Budapest, Farkasréti temető)
- Tüköry Lajos (1938, Palermo)
- Női portré (1938, Nagykőrös, Kecskeméti úti temető)[33]
- Mária-kút (1939, Budapest, Pasaréti tér)
- Ifjú akt (1939, Zürich)
- Kelemen László-emléktábla (1940, Budapest I. kerület, Színház u. 1-3.)[34]
- Finomműszerészek (1942, Budapest IX. kerület, Közraktár u. 20/a / Zsil u. 1.)[35]
- Gasparich Márk Kilit (1943, Csáktornya)
- Kabay János-emléktábla (1946, Tiszavasvári, Báthori utca 3.)[36]
- Apor Vilmos síremléke (1948, Győr, Székesegyház)
- Őzek (1953, Dorog)
- Anya gyermekével (1954, Budapest, Palatinus Strandfürdő)
- Erkel Ferenc (1955, Budapest, Margit-sziget)
- Vizafogó (1955, Zalaegerszeg, Városi Strandfürdő)
- Őzes díszkút (1956, Budapest XX. kerület, Teremszeg utca)
- Bikavezető (1956, Keszthely, Tapolcai út 45.)[37]
- Juditka (1957, Nagykőrös, Kecskeméti úti temető)[38]
- Dog (1957, Budapest XIX. kerület, Árpád utca 14.)
- Pingvinek (1958, Budapest X. kerület, Üllői úti ltp. Szárnyas utca)
- Terpszikhoré (1960, Debrecen, Csokonai Színház)
- Rózsa Ferenc (1961, Budapest, Zrínyi Akadémia)
- Majom-szobor (1961, Budapest III. kerület, Gyenes u. 8. sz. alatti Óvoda kertjében)
- Boci (1964, Budapest XI. kerület, az Irinyi József u. 32/C számú háznál)
- Horváth Döme mellszobra (1964, Kecskemét, Noszlopy-park)[39]
- Fiú vitorlással (1965, Balatonfüred, Ady utca 40.)[40]
- Faun (1967, Dunavecse, Fő út 35.)
- Liszt Ferenc (1969, Zalaegerszeg)
- Derkovits Gyula (1969, Budapest, Pihenő utca 1.)
- Szent Imre, (Budapest, Szent István-bazilika)
- Szent X. Pius pápa (Budapest, Kapisztrán Szent János-templom, II. kerület)[41]

### Kisplasztikák
- Copfos leányfej (1933)
- Gróf Teleki Pál mellszobra (1948, A Pannonhalmi Főapátság könyvtárában)[42]
- Gitározó (1964)
- Vak Bottyán mellszobra (1965, Esztergom, Főapát utca 1.)[43]

### Emlékérmek és érmek
- Győr város érme (1938)
- Országos Dalosverseny érme (1939)
- Magyar Éremművészeti Egyesület – A Felvidék visszacsatolásának emlékére (1939, ö. sárgaréz, 91 mm)
- Magyar Amatőr-Fényképezők Országos Szövetsége (eo. ö. br. plakett 51X83,5 mm)
- Győri Országos Dalosverseny – Győr szabad királyi város (1939, ö. br. érem 82 mm)
- Magy. Éremművészeti Egyesület (1939 ö. br. érem 90,5 mm)
- 150 éve született Wagner (eo. ö. br. plakett 58X51 m)
- Boldogfai Farkas Mária (eo. ö. br. plakett 63 mm)
- Mátyás király – Kolozsvár (ö. br. érem 86,5 mm)
- Kolozsvári emlékérem (1940)[44]
- Magyar posta telefon érme „tantusz” (1946)[45]
- Magyar Labdarúgó Játékvezetők Testülete (1951, ö. br. érem 88 mm)
- Pfeifer Ignác-emlékérem (1968, ö. br. érem 81 mm)
- Két magyar forint (érme, 1970)

### Kiállításai
- 1936, Magyar művészet Rómában, Nemzeti Szalon, Budapest
- 1936, 1938, 1940, 1942, XX-XXIII. Velencei Biennálé, Velence
- 1950-1962, 1-9. Magyar Képzőművészeti kiállítás, Műcsarnok, Budapest
- 1965, Százados úti művésztelep